# كندلوس
کندولس (  هي قرية في قسم زانوس الريفية في ناحیه كجور، مقاطعة نوشهر، محافظة مازندران، إيران.

## التركيبة السكانية

### السكان
في وقت التعداد الوطني لعام 2006، بلغ عدد سكان القرية 115 فردًا في 45 أسرة. في التعداد السكاني التالي لعام 2011، كان هناك 915 شخصًا في 273 أسرة. سجل تعداد السكان لعام 2016 عدد سكان يبلغ 1,092 نسمة في 378 أسرة. كانت القرية الأكثر اكتظاظًا بالسكان في منطقتها الريفية.

## ملحوظات
1. ↑  وتلفظ أيضاً كانديلوس، كاندلوس، كندلوس، كاندولوس؛ وتعرف أيضاً باسم غندولاس[2]

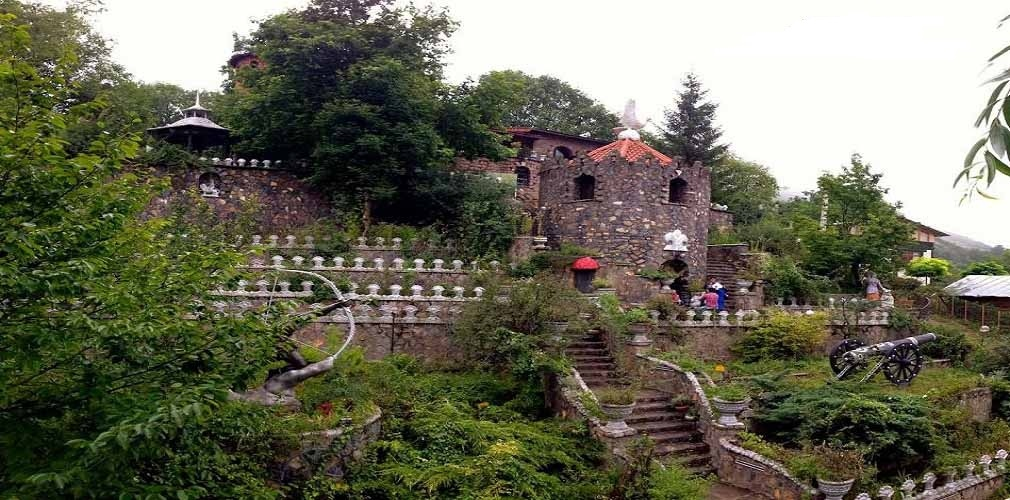
متحف الأنثروبولوجيا